# جان آساف
تامس جاناتان آساف (‎/ˈɒsɒf/‎ OSS-off متولد ۱۶ فوریه 1987) سیاستمدار، تهیه‌کننده فیلم مستند، و روزنامه‌نگار تحقیقی آمریکایی، و سناتور ایالات متحده ایالات متحده از جورجیا است. وی نامزد حزب دموکرات برای انتخابات سنای آمریکا در جورجیا در سال ۲۰۲۰ بود و با شکست دادن سناتور فعلی جمهوری‌خواه دیوید پردو رسماً دومین سناتور دموکرات ایالت جورجیا شد. هیچ‌یک از کاندیداها در انتخابات عمومی ۳ نوامبر به حد نصاب ۵۰٪ نرسیدند و این باعث شد انتخابات به دور دوم در ۵ ژانویه ۲۰۲۱ کشیده شود.جان آسف با کسب ۵۰٫۳٪ آرا در مقابل دیوید پردو در انتخابات ششم ژانویه به پیروزی دست یافت.وی زمانی که رسماً سوگند یاد کند پس از جو بایدن جوانترین سناتور تاریخ ایالات متحده خواهد بود
آساف نامزد دموکرات‌ها در انتخابات ویژه سال ۲۰۱۷ برای حوزه ۶ کنگره ای جرجیا بود که مدت‌ها به عنوان سنگر جمهوری خواهان قلمداد می‌شد و به‌طور تاریخی از لحاظ تبلیغات انتخاباتی کاندیداها پرهزینه از آب درآمد. وی در دور نخست اول شد، اما بدون کسب اکثریت مطلق به دور دوم رفت که آن را با ۴۸٫۲٪ آرا به ۵۱٫۸٪ رایکارن هندل جمهوریخواه واگذار کرد